# Das Cores
Das cores (em latim: De Coloribus; em grego clássico: Περι χρωματων) é um tratado geralmente atribuído a Aristóteles, mas às vezes a Teofrasto ou a Estratão de Lâmpsaco. O trabalho esboça a teoria de que todas as cores (amarelo, vermelho, roxo, azul e verde) são derivadas de misturas de preto e branco. As cores tiveram um impacto pronunciado nas teorias de cores subsequentes e permaneceram influentes até os experimentos de Isaac Newton com a refração da luz.

## Resumo da Seção 1
Aristóteles afirma em seu relato que as cores dos elementos básicos são simples, a água e o ar são naturalmente brancas, enquanto o ouro é a cor do fogo e coisas semelhantes como o sol são douradas, enquanto as cores mais complicadas são o resultado de misturas desses elementos. Por natureza, a Terra é branca, mas é tingida por essas misturas dos elementos naturais. No entanto, ao contrário de outras cores, o preto não é o resultado de uma mistura entre elementos naturais, mas sim "o preto pertence aos elementos das coisas enquanto elas estão passando por uma transformação de sua natureza". Pseudo-Aristóteles, de Coloribus 1.1
Aristóteles escreve que o preto aparece de três maneiras diferentes. Primeiro, algo é naturalmente preto quando a luz é refletida como preta. Em segundo lugar, o preto aparece na ausência de luz capaz de atingir o olho. Em terceiro lugar, quando muito pouca luz é refletida, todas as coisas podem parecer pretas. Aristóteles usa o exemplo de como a água agitada parece escura porque a rugosidade da superfície da água permite que muito pouca luz seja refletida. Na mesma linha, águas profundas e nuvens grandes parecem pretas porque a luz não consegue penetrá-las, resultando em pouca luz refletida e dando a elas sua cor preta. Aristóteles conclui esta explicação da cor preta dizendo que nos casos em que a luz não pode penetrar profundamente resulta em escuridão ou o que chamamos de preto, mas a escuridão em si não é uma cor, mas apenas a ausência de luz. Pseudo-Aristóteles,
A luz não tem cor, mas todas as cores são visíveis por causa dela. Elementos como fogo ou outras coisas que produzem luz, todos têm luz como sua cor. Voltando aos elementos, quando queimados pelo fogo, o ar e a água ficam pretos. Tal é o carvão em brasa quando mergulhado na água. Esta é a explicação de Aristóteles para as cores simples. Pseudo-Aristóteles, de Coloribus

## Resumo da Seção 2
A segunda seção de On Colors dá uma descrição das misturas e começa com exemplos de vermelho e roxo. Aristóteles escreve que o vermelho é o resultado de algo preto e sombrio sendo misturado com luz, quando carvões pretos são queimados eles assumem uma cor vermelha. Seu raciocínio é quando algo preto é misturado com a luz do sol ou fogo, o resultado sempre será vermelho. O roxo resulta quando raios fracos de luz se misturam com algo claro e sombrio, como no nascer ou no pôr do sol, quando raios fracos de luz atingem o ar que está tentando escurecer. Pseudo-Aristóteles, de Coloribus 2.1
Aristóteles teoriza que as cores simples são o resultado de misturas entre níveis variados de luz e preto ou branco. Cores compostas são cores que são uma mistura de luz e preto/branco, mas também com uma cor simples misturada que dá uma aparência única. Aristóteles estabelece um método de examinar de perto as variações em cores compostas com base no que as preparou (ou seja, céu roxo versus vinho roxo), encontrando essencialmente semelhanças no processo que cria cores semelhantes. Aristóteles faz a distinção de que este método não se destina a examinar a mistura de cores da maneira que os pintores as misturam em uma paleta, mas sim comparando as proporções variadas dos raios de luz do fogo, sol, etc. Pseudo-Aristóteles, de Coloribus 2.2

## Resumo da Seção 3
Na terceira seção, Aristóteles se aprofunda na explicação de como as quantidades desproporcionais de luz, chamando os vários níveis de luz e sombra de uma diferença quantitativa. Diferentes quantidades de luz e sombra resultam em amplas variações de uma única cor. Ele descreve brilhar como a "continuidade e intensidade da luz". Há uma lacuna no texto que corta mais essa descrição de brilhar. O texto é retomado no meio de uma descrição do processo de tingimento. Pseudo-Aristóteles, de Coloribus 3.1
A passagem passa para o modo como não vemos as cores puras porque estão todas misturadas com cores diferentes ou vistas em diferentes níveis de luz e sombra. Consequentemente, a cor parecerá diferente quando vista sob luz direta ou escondida na sombra e a fonte de luz também pode desempenhar um papel como uma cor vista iluminada pela luz do fogo ou pelos raios do luar. Aristóteles termina esta seção afirmando que as cores que vemos são resultado de três coisas; luz de qualquer fonte, o meio através do qual a luz é vista, como ar ou água, e as cores que compõem o solo/área onde a luz é refletida. Pseudo-Aristóteles, de Coloribus 3.2

## Resumo da Seção 4
A quarta seção é a mais curta e descreve brevemente o tingimento. Faz dois pontos principais. Primeiro, um objeto toma a cor do que é tingido, tinge tanto na natureza quanto em itens feitos pelo homem. Para tingir algo, geralmente com flores, a planta colorida é misturada com calor e água. Dois, enquanto o material de algo pode assumir uma cor, o espaço entre eles não; por exemplo, a lã de um suéter fica com a cor, mas os espaços entre os fios não podem ser tingidos. Essas lacunas intermediárias não são visíveis, mas afetam a aparência da cor. Pseudo-Aristóteles, de Coloribus 4.1 

## Resumo da Seção 5
A quinta seção começa descrevendo em detalhes a cor das plantas. Aristóteles afirma que, por natureza, a cor primária de toda a vida vegetal é o verde. Há uma breve relação de como estagnado e seco fica verde quando misturado com a luz do sol. Quando deixada por algum tempo, esta água verde gradualmente se torna preta, mas assumirá uma cor verde quando misturada com água doce. Isso é verdade para qualquer coisa úmida ou contendo água, como plantas, é esse processo que dá às plantas sua cor verde. A água nas plantas fica verde quando atingida pelos raios do sol e as partes mais velhas das plantas escurecem um pouco com o tempo. Pseudo-Aristóteles, de Coloribus 5.1
No entanto, os brotos e raízes que ficam no subsolo não recebem a luz do sol, então, ao invés de ficarem verdes, ficam brancos, que é a cor base das plantas antes de qualquer mistura. Essencialmente, as plantas obtêm sua cor de como os líquidos/sucos dentro delas reagem com raios de luz e temperatura uniforme. Passando para as frutas, Aristóteles escreve sobre uma vez que uma fruta termina de crescer, o processo de mudança de cor começa. Uma fruta não pode mais crescer quando o calor não pode controlar o fluxo de alimentos na fruta. Nesse ponto, as frutas ganham cor quando os sucos dentro delas são aquecidos pelo sol e pelo calor da atmosfera circundante, semelhante ao processo pelo qual as coisas são tingidas com flores coloridas. Pseudo-Aristóteles, de Coloribus 5.2

## Resumo da Seção 6
A sexta e última seção do De Coloribus de Aristóteles cobre a cor da pele, do cabelo e da plumagem (penas) do homem e dos animais. Eles agem de acordo com um princípio semelhante ao das plantas. O cabelo branco ocorre quando o hidratante que possui sua própria coloração natural seca e o preto quando o hidratante sobre a pele envelhece sem secar por causa de sua quantidade. Às vezes, a umidade seca antes de envelhecer, resultando em vermelho, amarelo, cinza e outras cores. Pseudo-Aristóteles, de Coloribus 6.1
O cabelo e as penas de pessoas e animais estão diretamente relacionados à cor da pele, bem como a outras características, como cascos, bicos, chifres e garras. Nos animais pretos, essas características são pretas e nos animais brancos, essas características são brancas. O suprimento de comida que corre sob a superfície afeta muito a cor que um organismo terá. Em pessoas ou criaturas com cabelos longos, as raízes mais próximas ao fluxo de alimentos são visivelmente mais escuras do que as extremidades dos cabelos. Pseudo-Aristóteles, de Coloribus 6.2
Em bebês e idosos, eles têm cabelos e pele mais brancos devido à fraqueza e falta de sustento fluindo por eles. À medida que envelhecem, essas características escurecem à medida que consomem mais alimentos. As criaturas negras são tipicamente mais fortes que as brancas, a cor escura exibe uma abundância de sustento que as torna mais nutridas. Alguns animais como cavalos e cachorros permanecem muito fortes apesar de sua cor branca. Pseudo-Aristóteles, de Coloribus 6.3
As criaturas nascem negras porque nascem com sustento desde o início, mas ainda vão escurecer ainda mais quando atingem o auge, quando o calor dentro delas é mais forte. Pseudo-Aristóteles, de Coloribus 6.4